# Dhafer Youssef

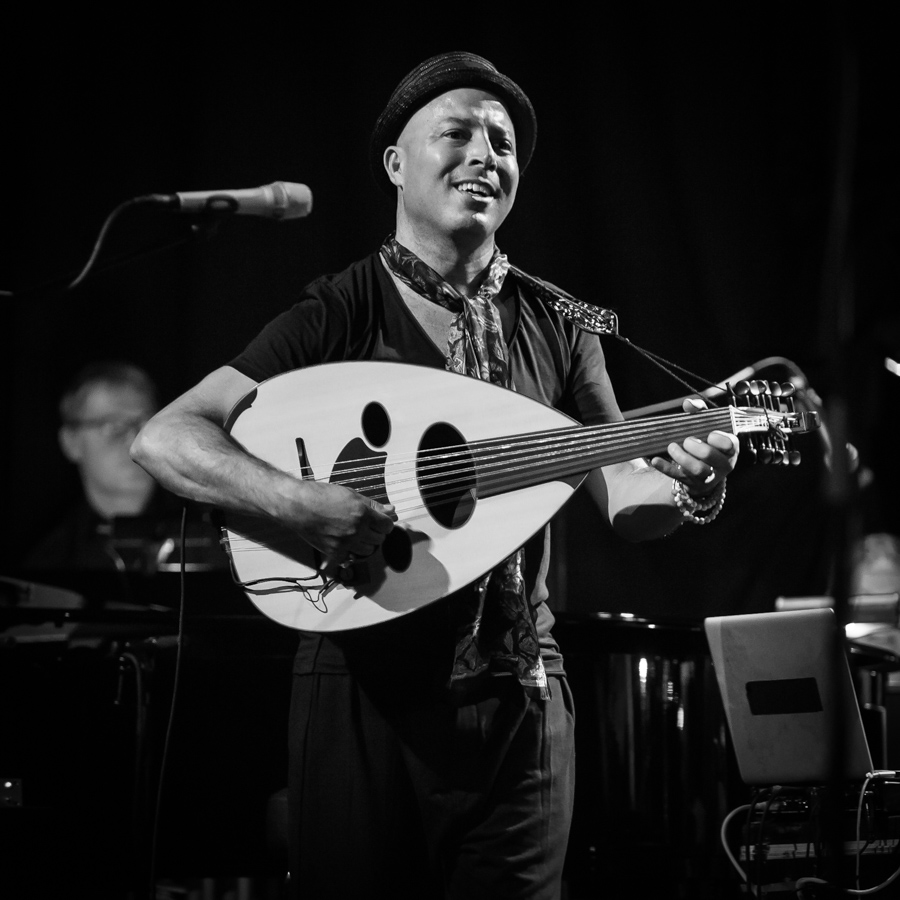
Dhafer Youssef, Oslo Jazzfestival 2015

Dhafer Youssef, arab. ظافر يوسف (ur. 1967, Teboulba, Tunezja) – tunezyjski muzyk sufi, qawwali, fusion, jazzu i world music; mistrz lutni oud. Jest obywatelem Austrii. Mieszka na stałe w Paryżu.

## Biografia i kariera
W wieku 5 lat zaczął śpiewać tradycyjne pieśni islamskie. Ucząc się przez słuchanie muzyki, przejął brzmienie sufi, tworząc jednocześnie własny, bardzo indywidualny styl. W 1990 r. przeniósł się do Wiednia. Teraz mieszka głównie we Francji w Paryżu. Bardzo dużo koncertuje po świecie. Współpracował z wieloma muzykami, m.in. z Anną Marią Jopek, Renaudem Garcią-Fonsem, Markusem Stockhausenem, Nilsem Petterem Molværem, Carlo Rizzo, Nguyên Lê, Jatinderem Thakurem, Sainkho Namchylak, Paolo Fresu, Arto Tuncboyacianem, Lindą Sharrock, Wolfgangiem Puschnigiem, Christianem Muthspielem, Jamey Haddadem, Ivą Bittova, Tomem Cora, itd. Inspirację i oparcie czerpie z tradycji sufizmu, muzyki świata i jazzu. Jego debiutancki album "Malak" został wydany w roku 1999 przez wytwórnię Enja. W latach 1999–2001, po ukazaniu się albumu, Dhafer, wraz ze swoim kwartetem (Markus Stockhausen – trąbka, Dieter Ilg lub Renaud Garcia-Fons – bass, Patrice Heral – perkusja) koncertowali w całej Europie. Wówczas współpracował także z muzykami ze Skandynawii: perkusistką Marilyn Mazur i z trębaczem Nilsem Petterem Molværem. Otrzymał też wtedy zaproszenie od gitarzysty basowego Billa Lasswela do wzięcia udziału w Festiwalu Muzyki Sakralnej w Hiroszimie, który odbywał się w maju 2001 roku. Drugi album Dhafera pt. "Electric Sufi" został nagrany w Nowym Jorku, Kolonii i Paryżu. Trzeci album artysty pt. "Digital Prophecy" to połączenie electrojazzu i kultury sufi. Także kolejny album, z 2006 r., "Divine Shadows", został doskonale przyjęty przez krytyków i publiczność na całym świecie. Tytuł albumu z roku 2010 nawiązuje do postaci jednego z najwybitniejszych poetów arabskich Abu Nuwasa, tworzącego w VIII/IX w. na terenie obecnego Iraku, piewcy wina w poezji arabskiej, stąd podtytuł albumu "The Wine Ode" (Oda do wina).
W Polsce koncertował m.in. z Anną Marią Jopek, z muzykiem hinduskim Jatinderem Thakurem czy z kwartetem Koehne.

## Dyskografia

### Albumy autorskie
- Malak (1999) - debiut
- Electric Sufi (2002)
- Digital Prophecy (2003)
- Divine Shadows (2006)
- Abu Nawas Rhapsody (2010)
- Birds Requiem (2013)
- Diwan of Beauty and Odd (2016)
- Sounds of Mirrors (2018)

### Albumy wspólne
- Blue Planet - Peace for Kabul (+ Lenny MacDowell i Hakim Ludin) (1997)
- hot ROOM (+ Otto Lechner, Wolfgang Puschnig, Achim Tang) (1998)
- Odem (+ Wolfgang Puschnig i Jatinder Thakur) (2005)
- Glow (+ Wolfgang Muthspiel) (2007)